# Licinus aequatus angustus
Licinus aequatus angustus é uma subespécie de insetos coleópteros pertencente à família Carabidae.
A autoridade científica da subespécie é Chevrolat, tendo sido descrita no ano de 1840.
Trata-se de uma subespécie presente no território português, nomeadamente em Portugal Continental. Está ausente da Madeira e dos Açores.
Trata-se de um endemismo da Península Ibérica.